# Zarza la Mayor
Zarza la Mayor település Spanyolországban, Cáceres tartományban. Zarza la Mayor Alcántara, Idanha-a-Nova, Cilleros, Moraleja, Cachorrilla és Ceclavín községekkel határos. Lakosainak száma 1117 fő (2024).

## Népesség
A település népessége az elmúlt években az alábbi módon változott:
| Lakosok száma | 1691 | 1536 | 1488 | 1409 | 1393 | 1372 | 1306 | 1228 | 1192 | 1117 |
|               | 2001 | 2004 | 2006 | 2009 | 2011 | 2014 | 2016 | 2019 | 2021 | 2024 |